# Goodhue, Minnesota
Goodhue là một thành phố thuộc quận Goodhue, tiểu bang Minnesota, Hoa Kỳ. Năm 2010, dân số của thành phố này là 1176 người.

## Dân số
- Dân số năm 2000: 778 người.
- Dân số năm 2010: 1176 người.